# Felipe Lee-Chong
Felipe Wang-Xi Lee-Chong Cartes (* 21. Oktober 1997 in Santiago de Chile) ist ein chilenischer Fußballspieler auf der Position eines rechten Außenverteidigers.

## Karriere
Felipe Lee-Chong begann seine Profikarriere 2016 bei Deportes Puerto Montt. Der Außenverteidiger machte nur ein einziges Spiel für den Klub und wechselte dann in die Tercera A zu Rodelindo Román. In Zeiten der Unterbrechung während der COVID-19-Pandemie verdiente er als Hamburger-Verkäufer sein Geld. Danach spielte er für Trasandino, und mit einer einjährigen Unterbrechung bei Deportes Recoleta.

## Sonstiges
Benito Lee Chong Lam, Großvater von Felipe, floh 1928 aus China aufgrund der Spannungen mit Japan und des chinesischen Bürgerkrieges nach Chile. Felipes Vater Óscar und sein Onkel Luis sind ehemalige Profifußballspieler. Sein Cousin Jaime Carreño spielt auch professionell Fußball.